# Stanisław Kublicki
Stanisław Kublicki herbu Ostoja (ur. około 1750, zm. 1809) – komisarz sejmowy, konfederat barski, poseł na Sejm Czteroletni z Inflant (od roku 1788); rotmistrz litewski, pułkownik, dworzanin Czartoryskich, dramatopisarz, poeta, tłumacz, członek Zgromadzenia Przyjaciół Konstytucji Rządowej. Jeden z najaktywniejszych działaczy stronnictwa proreformatorskiego w Sejmie, zwolennik reform polepszających sytuację mieszczaństwa i chłopów. 

## Życiorys
Urodził się w połowie XVIII wieku, w rodzinie stosunkowo zamożnej szlachty inflanckiej. Odnotowany jako jeden z komisarzy wyznaczonych na sejm dla rozpatrzenia sporów granicznych dotyczących Przysieki. W drugiej połowie lat 70. XVIII wieku wymieniany wśród dworzan A. K. Czartoryskiego. W roku 1779 otrzymał stopień rotmistrza kawalerii narodowej wojsk litewskich. W lipcu roku 1788 wybrany (wraz z J. U. Niemcewiczem i J. Weyssenhoffem) posłem inflanckim. Stało się tak głównie dzięki skutecznej protekcji Czartoryskiego, wbrew kandydaturom Stanisława Augusta. Na Sejmie Wielkim czynnie popierał program patriotyczny. Działał jako rzecznik praw mieszczaństwa, piastując stanowisko sekretarza jednej z deputacji. Wkrótce też (9 października 1789) awansował do stopnia majora kawalerii narodowej wojsk koronnych, a 1 marca roku 1790 otrzymał stopień wicebrygadiera. 2 maja 1791 roku podpisał asekurację, w której zobowiązał się do popierania projektu Ustawy Rządowej. Od 1793 dowodził 7 Brygadą Kawalerii Narodowej. Brał udział w konfederacji targowickiej i insurekcji kościuszkowskiej. Osiadł w Kubliczach, w województwie połockiem. Zmarł w roku 1809, w stopniu pułkownika.

## Twórczość

### Ważniejsze utwory i mowy
1. Lunatyk. Komedia we 2 aktach dla teatru warszawskiego przetłumaczona, Warszawa 1779 (wyd. anonimowe)[4]; wyst.: Kraków 12 kwietnia 1782; Warszawa 29 października 1785 (data według afisza; prawdopodobnie grana już wcześniej, wkrótce po jej opublikowaniu drukiem); według A. Pont de Vesle: Le Somnambule; autorstwo sztuki wystawionej w Krakowie przypisał Kublickiemu, głównie na podstawie "Theater-Kalendar auf das Jahr 1783" (Gotha brak roku wydania, s. 314-319), Z. Raszewski; w konsekwencji należy Kublickiego uznać też autorem druku
2. Ubył bankrut. Komedia oryginalna w 3 aktach, Warszawa 1780[5]; na wstępie: Komedia za sobą do powszechności (z bajką o 2 drzewach w tekście); Przedmowa autora
3. Na postrachu wszystko się zakończy. Drama oryginalne we 3 aktach. (wierszem), Warszawa 1780[6]; na wstępie: wiersz dedykowany Stanisławowi Augustowi; Argument
4. Bajeczki i zabawki, prozą i wierszem, Grodno 1785; stąd też pochodzi wiersz "Do strumyczka", który przedr. J. Kott w: Poezja polskiego Oświecenia. Antologia, Warszawa 1954; wyd. 2 Warszawa 1956
5. Przemówienie się za projektem Komisji Wojskowej (16 lub 24 października 1788)... (Warszawa 1788)[7]; w czasie Sejmu Wielkiego wydano także osobne mowy z: 3 listopada 1788; 11 listopada 1788 (według Estreichera błędnie: 1758); 16 i 19 grudnia 1788; 7 i 17 stycznia, 1 i 19 lutego, 5, 9 i 31 marca, 21 kwietnia, 15 maja, 27 lipca 1789; 20 sierpnia 1789 (według Estreichera błędnie: 1779); 1 i 28 września, 15 grudnia 1789; 10 czerwca, 1 października 1790
6. Obrona Trembowli, czyli męstwo Chrzanowskiej. Opera w 3 aktach (Warszawa, po lipcu roku 1788), wyd. 2 Warszawa 1789[8]; fragmenty przedr. S. Bielski w: Wybór różnych gatunków poezji z rymotwórców polskich cz. 3, Warszawa 1807; w wyd. 2 dodatek: dedykacja Józefie z Mniszchów Potockiej; list Potockiej do autora, dat. 19 czerwca 1788; Argument (o wojnie tureckiej według A. Ch. Załuskiego); Przedmowa autora; O prawdziwym bohaterstwie do Szczęsnego Potockiego (wiersz)
7. Kalendarzyk nowy damski na rok 1807, zawierający rozmaite poezje, powieści, anegdoty, Wilno 1807
8. Powieści moralne i anegdoty, Wilno 1807 (prawdopodobnie zawartość tożsama z poz. 7)
9. Zabawy wierszem i prozą t. 1-3, Wilno 1807, zawartość t. 1[9]: 22 wiersze okolicznościowe i religijno-moralne, w tym: 2 przekł. wspólnie z G. Dzierżawiną (Bóg; Gracje), 1 wspólnie z M. W. Łomonosową (O bogu) – t. 2: Anegdoty z życia Nurzyrwana szacha perskiego (z Mesnera); Sprawiedliwa wspaniałość (z niem.); Rozbójnik uczciwy (z niem.); według wskazówki autora przekładu t. 2 dokonano za pośrednictwem przekładu rosyjskiego w książce rosyjskiej: Przyjemne i pożyteczne przepędzenie czasu. T. 3 z podtytułem Powieści moralne i anekdoty wyd. 1807[10] Wilno.

### Przekłady
1. Koszula damska. Prezent dla mojej żony. Powieść wyjęta z rosyjskiego, Wilno 1806; z dedykacją: żonie Magdalenie Kublickiej, oraz wierszem: Pauper ubique iacet
2. A. F. Kotzebue: Gołąbek. Prezent dla mojej córki. Powieść z niemieckiego na rosyjski, a z rosyjskiego na polski język przełożona, Wilno 1807; inne przekłady zobacz Ważniejsze utwory i mowy poz. 9.

### Listy i materiały
1. Od J. Potockiej z 19 czerwca 1788, wyd. zobacz Ważniejsze utwory i mowy poz. 6
2. Projekt w sprawie zniesienia monopolu teatralnego, podany w październiku 1788, rękopis: Biblioteka Czartoryskich, sygn. 738, s. 310
3. Do magistratu Krakowa z 14 września 1789, Materiały do dziejów Sejmu Czteroletniego t. 2, Wrocław 1959.

Niektóre urzędowe prace Kublickiego, wykonywane na zlecenie Sejmu Czteroletniego, wydano drukiem, 2 przedr. w: "Materiały do dziejów Sejmu Czteroletniego" t. 2, Wrocław 1959.

## Upamiętnienie
Uwieczniony na obrazie Matejki Konstytucja 3 Maja 1791 roku.